# Turby

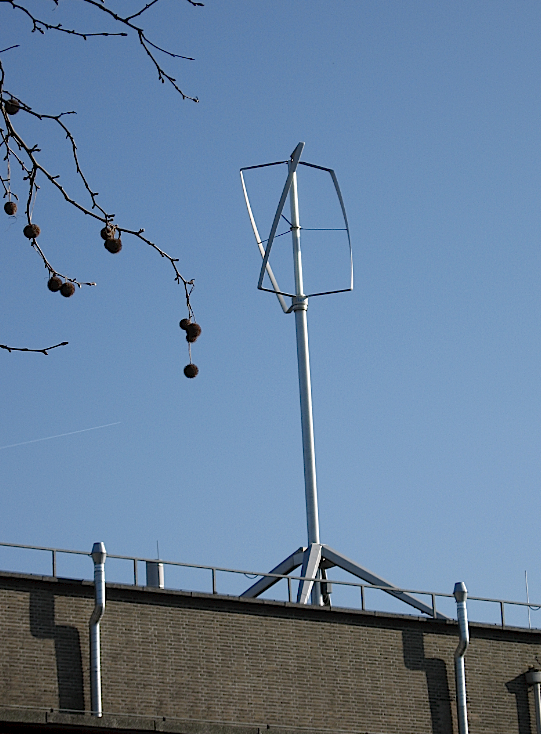
Het prototype van de Turby bij de TU Delft

Turby is een verticale-aswindturbine (VAWT) gebaseerd op het Gorlov Helical Turbine/Darrieus-ontwerp.

## Werking
De drie verticale aerodynamische vleugels hebben een spiraalvormige draai van 60 graden vergelijkbaar met de waterturbines van Gorlov. Aangezien de wind rond elk blad aan zowel de windwaartse als aan de lijzijdekant van de turbine trekt, spreidt deze eigenschap de torsie evenredig over de volledige draaiing uit. Hiermee worden ook de vernietigende trillingen, zoals die bij de giromill met rechte bladen voorkomen, verhinderd. Een ander voordeel van de spiraalvormige draai is dat de bladen goed de torsie van de "uplift" luchtstroom produceren.
Dit voordeel is in open land te verwaarlozen, maar hoge gebouwen (vanaf 20 m) en kliffen produceren een boeggolf (uplift) die de luchtstroom over hen heen leidt. Als de windturbines op daken zijn gemonteerd worden ze blootgesteld aan deze uplift windstroom waarbij ze efficiënter zijn dan windturbines van het propellertype. De windturbine is ontworpen om elektriciteit te genereren tussen 4 m/s en 14 m/s en kan winden van 55 m/s doorstaan. Rotatiesnelheid is 120 tot 400 omwentelingen per minuut.

## Afmetingen
De turbine meet 2,0 meter in diameter bij een hoogte van 2,9 meter (met inbegrip van de driefasige synchrone permanente-magneetgenerator) en weegt 136 kg. Door zijn afmetingen valt hij in de categorie van de mini-windturbines.

## Netmetering
De windturbine is voorzien van een vierkwadranten-AC-DC-AC-converter en levert bij windkracht 6 (14 m/s) 2,5kW (AC 230V 50Hz). Hierdoor is de turby geschikt voor decentrale opwekking en is er een aparte elektriciteitsgroep vereist.

## Geschiedenis
Core International (Lochem) ontwikkelde de turbine in Nederland in samenwerking met de Technische Universiteit Delft (Onderzoek en ontwikkeling elektrotechniek en aerodynamica) en de Universiteit Gent (Onderzoek en ontwikkeling dynamisch gedrag en composietconstructies).

## Vergunningen in Nederland
Voor plaatsing van een windturbine, ook op een gebouw, is een bouwvergunning vereist. Tot de aanvraagdocumenten behoort een constructieschema, dakkrachtenberekening en berekeningen hoe de turbine te verankeren. In Nederland zijn er exemplaren geplaatst o.a. op de Bachflat in Tilburg